# Jari Askins
Jari Askins, född 27 april 1953 i Duncan i Oklahoma, är en amerikansk demokratisk politiker. Hon var Oklahomas viceguvernör 2007–2011.
Askins avlade 1975 kandidatexamen i journalistik och 1980 juristexamen vid University of Oklahoma. Hon var ordförande för nämnden som handhar ärenden som gäller benådning och villkorlig frigivning i Oklahoma 1991–1992. I Oklahomas representanthus satt hon i tolv år. Askins valdes in i Oklahoma Women's Hall of Fame 2001.
Askins efterträdde 2007 Mary Fallin som Oklahomas viceguvernör. I stället för att ställa upp till omval beslutade Askins att kandidera till guvernörsämbetet. I guvernörsvalet 2010 besegrades hon av republikanen Fallin med en marginal av 20 procentenheter.